# Teulisna humeralis
Teulisna humeralis är en fjärilsart som beskrevs av Walker 1866. Teulisna humeralis ingår i släktet Teulisna och familjen björnspinnare. Inga underarter finns listade i Catalogue of Life.